# Parque Intercomunal Víctor Jara
El Parque Inundable Intercomunal Víctor Jara (anteriormente llamado Parque Inundable Intercomunal La Aguada y renombrado en honor al artista chileno Víctor Jara) es un parque urbano inundable ubicado en forma paralela al Zanjón de la Aguada, en la Región Metropolitana de Santiago. Atraviesa las comunas de Macul, San Joaquín, San Miguel, Pedro Aguirre Cerda y Santiago Centro, entre la Avenida Vicuña Mackenna y el Club Hípico.
Con 41 hectáreas de extensión, se convirtió en la quinta área verde urbana más grande del Gran Santiago, luego del Parque Metropolitano, Padre Hurtado, O’Higgins y De la Ciudadanía (Estadio Nacional). En el entorno inmediato al parque se encuentra desarrollándose un polo inmobiliario especialmente de edificios de departamentos.

## Componentes
En 2016 fue inaugurada la obra «El Árbol de Víctor», un mural gigantesco pintado colectivamente en el suelo del parque.
Su condición de inundable fue considerada dentro del Ministerio de Obras Públicas de Chile (MOP) como una solución para contener las aguas lluvias del invierno, evitando así inundaciones en el sector. El proyecto que consta de cinco etapas de ejecución, contempla la instalación de miles de árboles, arbustos y plantas por todo el recinto, especialmente con especies nativas de la flora de Chile.